# Moldova-Sulița
Moldova-Sulița là một xã thuộc hạt Suceava, România. Dân số thời điểm năm 2002 là 2071 người.